# Argonectes longiceps
Argonectes longiceps es una especie de peces de la familia Hemiodontidae en el orden de los Characiformes.

## Morfología
Los machos pueden llegar alcanzar los 24,5 cm de longitud total.

## Reproducción
Es ovíparo.

## Hábitat
Es un pez de agua dulce y de clima tropical.

## Distribución geográfica
Se encuentran en Sudamérica:  cuencas de los ríos  Japurá, Orinoco,  Maroni,  Negro,  Trombetas,  Tapajós y  Canum.